# لوراوویل (لوئیزیانا)
لوراوویل (به انگلیسی: Loreauville) شهری در ایالت لوئیزیانا کشور ایالات متحده آمریکا است که جمعیت آن در سرشماری سال ۲۰۱۰ میلادی، ۸۸۷ نفر بوده‌است.